# Campionati europei giovanili di nuoto 2004
I XXXI Campionati europei giovanili di nuoto e tuffi si sono disputati nelle sedi di Lisbona per il nuoto e di Aquisgrana per i tuffi dal 14 luglio al 18 luglio 2004.
Hanno partecipato alla manifestazione le federazioni iscritte alla LEN; questi i criteri di ammissione:
- le nuotatrici di 15 e 16 anni (1989 e 1988), i nuotatori di 17 e 18 (1987 e 1986)
- le tuffatrici e i tuffatori di 16, 17 e 18 anni (1988, 1987 e 1986) per la categoria "A"; Le ragazze e i ragazzi di 14 e 15 anni (1990 e 1989) per la categoria "B".

## Podi

### Uomini
| Evento               | Oro                                                                     | Tempo        | Argento                                                                     | Tempo    | Bronzo                                                                          | Tempo    |
| Stile libero         |                                                                         |              |                                                                             |          |                                                                                 |          |
| 50 m                 | Lukasz Gasior                                                           | 22"78        | Federico Bocchia                                                            | 22"80    | Bruno Barbic                                                                    | 22"87    |
| 100 m                | Lukasz Gasior                                                           | 50"19        | Dmitry Semenov                                                              | 50"69    | Tiago Venancio                                                                  | 50"70    |
| 200 m                | Paul Biedermann                                                         | 1'48"62 - RC | Dmitry Semenov                                                              | 1'50"25  | Lukasz Gasior                                                                   | 1'50"30  |
| 400 m                | Paul Biedermann                                                         | 3'51"52 - RC | Sébastien Rouault                                                           | 3'52"43  | Andrew Hunter                                                                   | 3'54"44  |
| 1500 m               | Paul Biedermann                                                         | 15'18"94     | Sébastien Rouault                                                           | 15'19"56 | Samuel Pizzetti                                                                 | 15'25"09 |
| Dorso                |                                                                         |              |                                                                             |          |                                                                                 |          |
| 50 m                 | Aschwin Wildeboer                                                       | 26"32        | Pavel Komarov                                                               | 26"53    | Nick Driebergen                                                                 | 26"71    |
| 100 m                | Aschwin Wildeboer                                                       | 56"40        | Scott Houston                                                               | 57"02    | Pavel Komarov                                                                   | 57"54    |
| 200 m                | Antonios Gkioulmpas                                                     | 2'01"54      | Mattia Aversa                                                               | 2'02"42  | pavel Komarov                                                                   | 2'03"10  |
| Rana                 |                                                                         |              |                                                                             |          |                                                                                 |          |
| 50 m                 | Fernando Mazzotta                                                       | 28"45        | Lennart Stekelenburg                                                        | 28"90    | Iisakki Raitilainen                                                             | 28"99    |
| 100 m                | Grigori Falko                                                           | 1'02"33      | Ákos Molnár                                                                 | 1'02"56  | Lennart Stekelenburg                                                            | 1'03"07  |
| 200 m                | Grigori Falko                                                           | 2'13"08      | Ákos Molnár                                                                 | 2'15"53  | Denis Krivasheev                                                                | 2'16"36  |
| Farfalla             |                                                                         |              |                                                                             |          |                                                                                 |          |
| 50 m                 | Benjamin Starke                                                         | 24"42        | Markus von Scheidt                                                          | 24"63    | Sotirios Pastras Luka Vrtovec                                                   | 24"78    |
| 100 m                | Benjamin Starke                                                         | 53"82        | Sotirios Pastras                                                            | 54"00    | Toni Embacher                                                                   | 54"84    |
| 200 m                | Maciej Lewandowski                                                      | 1'59"92      | Matthew Edwards                                                             | 2'00"12  | Benjamin Starke                                                                 | 2'00"65  |
| Misti                |                                                                         |              |                                                                             |          |                                                                                 |          |
| 200 m                | Saša Impric                                                             | 2'03"49      | Robert Smith Marc Uppenkamp                                                 | 2'04"49  | ---                                                                             | ---      |
| 400 m                | Marc Uppenkamp                                                          | 4'26"35      | Pavel Stepanov                                                              | 4'27"82  | Sebastian Stoss                                                                 | 4'27"99  |
| Staffette            |                                                                         |              |                                                                             |          |                                                                                 |          |
| 4x100 m stile libero | RussiaAndre Grechin Aleksei Lapin Dmitry Semenov Grigory Stepanov       | 3'22"61      | GermaniaSteffen Deibler Benjamin Starke Michael Schubert Robert Konneker    | 3'22"66  | ItaliaVittorio Dinia Alessandro Chinellato Andrea Busato Federico Bocchia       | 3'23"84  |
| 4x200 m stile libero | RussiaAleksandr Rusin Vitaly Romanovich Grigory Stepanov Dmitry Semenov | 7'27"26      | GermaniaRobert Konneker Ole Harms Paul Biedermann Benjamin Starke           | 7'27"88  | Regno UnitoDean Milwain Lewis Owens Liam Wardley Andrew Hunter                  | 7'30"82  |
| 4x100 m misti        | RussiaPavel Komarov Maxim Ganikhin Dmitry Semenov                       | 3'44"14      | ItaliaMirco Di Tora Fernando Mazzotta Lorenzo Benatti Alessandro Chinellato | 3:45"89  | GermaniaAntonio Cancelliere Alexander Schendel Benjamin Starke Michael Schubert | 3'45"94  |

### Donne
| Evento               | Oro                                                                          | Tempo        | Argento                                                                    | Tempo   | Bronzo                                                                     | Tempo   |
| Stile libero         |                                                                              |              |                                                                            |         |                                                                            |         |
| 50 m                 | Gaia Mancabelli                                                              | 25"84        | Katarína Milly                                                             | 26"32   | Jane Trepp                                                                 | 26"49   |
| 100 m                | Sara Isaković                                                                | 56"57        | Daniela Schreiber                                                          | 56"95   | Ionela Cozma                                                               | 57"36   |
| 200 m                | Sara Isaković                                                                | 1'59"85 - RC | Daria Parshina                                                             | 2'01"03 | Katinka Hosszú                                                             | 2'02"30 |
| 400 m                | Daria Parshina                                                               | 4'10"79      | Arantxa Ramos                                                              | 4'11"98 | Larisa Ilchenko                                                            | 4'12"12 |
| 800 m                | Rebecca Adlington                                                            | 8'39"63      | Arantxa Ramos                                                              | 8'41"07 | Lotte Friis                                                                | 8'41"40 |
| Dorso                |                                                                              |              |                                                                            |         |                                                                            |         |
| 50 m                 | Chiara Pettenò                                                               | 29"78        | Franziska Gahler                                                           | 29"97   | Holly O'Connor                                                             | 30"12   |
| 100 m                | Stephanie Proud                                                              | 1'02"82      | Maria Nikitina                                                             | 1'03"43 | Franziska Gahler                                                           | 1'03"49 |
| 200 m                | Stephanie Proud                                                              | 2'11"85      | Stella Boumi                                                               | 2'14"82 | Evelyn Verrasztó                                                           | 2'14"93 |
| Rana                 |                                                                              |              |                                                                            |         |                                                                            |         |
| 50 m                 | Moniek Nijhuis                                                               | 32"01        | Silvia Rossi Anna Valkova                                                  | 32"81   | ---                                                                        | ---     |
| 100 m                | Moniek Nijhuis                                                               | 1'10"48      | Natalya Lovtsova                                                           | 1'10"85 | Rachel Wilson                                                              | 1'10"92 |
| 200 m                | Sara Pérez                                                                   | 2'29"71      | Natalya Lovtsova                                                           | 2'32"06 | Marta Kacprzak                                                             | 2'32"44 |
| Farfalla             |                                                                              |              |                                                                            |         |                                                                            |         |
| 50 m                 | Marilies Demal                                                               | 27"08        | Gaia Mancabelli                                                            | 27"55   | Denisa Smolenová                                                           | 27"78   |
| 100 m                | Maria Bulakhova                                                              | 59"98        | Caterina Giacchetti                                                        | 1'00"30 | Emilia Nilsson                                                             | 1'01"48 |
| 200 m                | Caterina Giacchetti                                                          | 2'09"92      | Maria Bulakhova                                                            | 2'10"60 | Antje Mahn                                                                 | 2'13"17 |
| Misti                |                                                                              |              |                                                                            |         |                                                                            |         |
| 200 m                | Anja Klinar                                                                  | 2'16"10      | Zsuzsanna Jakabos                                                          | 2'17"03 | Maria Rodygina                                                             | 2'18"10 |
| 400 m                | Zsuzsanna Jakabos                                                            | 4'42"01      | Anja Klinar                                                                | 4'42"02 | Katinka Hosszú                                                             | 4'43"62 |
| Staffette            |                                                                              |              |                                                                            |         |                                                                            |         |
| 4x100 m stile libero | GermaniaChristina Werner Michelle Matthes Marit Burckhardt Daniela Schreiber | 3'49"19      | UngheriaFriderika Szél Ágnes Mutina Katinka Hosszú Zsuzsanna Jakabos       | 3'49"37 | RussiaNatalya Lovtsova Aleksandra Malucheva Anna Smirnova Daria Parshina   | 3'50"92 |
| 4x200 m stile libero | UngheriaÁgnes Mutina Evelyn Verrasztó Katinka Hosszú Zsuzsanna Jakabos       | 8'11"86      | RussiaElena Simonova Maria Bulakhova Larisa Ilchenko Daria Parshina        | 8'12"06 | Regno UnitoStephanie Proud Daniele Berry Lorna Smith Lorna Tonks           | 8'15"20 |
| 4x100 m misti        | RussiaMaria Nikitina Natalya Lovtsova Maria Bulakhova Daria Parshina         | 4'11"66 - RC | GermaniaFranziska Gahler Natalie Kruger Franziska Hentke Daniela Schreiber | 4'14"74 | Regno UnitoStephanie Proud Lorna Tonks Stephanie Johnson Victoria Robinson | 4'14"86 |

### Tuffi
| Evento                         | Oro                               | Punti  | Argento                       | Punti  | Bronzo                      | Punti  |
| Uomini - categoria "A"         |                                   |        |                               |        |                             |        |
| trampolino 1 m                 | Illja Kvaša                       | 500,60 | Tsimofei Hardzeichyk          | 489,95 | Oleksij Pryhorov            | 482,80 |
| trampolino 3 m                 | Alexandros Manos                  | 593,35 | Oleg Aleksandrovič Vikulov    | 572,30 | Francesco Dell'Uomo         | 553,90 |
| piattaforma                    | Konstyantin Milyayev              | 572,50 | Francesco Dell'Uomo           | 561,70 | Anton Melnikov              | 533,55 |
| sincro 3 m categorie "A" e "B" | Oleksij Pryhorov Yegor Yakovlenko | 310,20 | Sergei Anikin Sergei Nazin    | 301,05 | Vadzim Kaptur Nikolai Dyrda | 282,24 |
| Ragazzi - categoria "B"        |                                   |        |                               |        |                             |        |
| trampolino 1 m                 | Yuri Kunalov                      | 398,05 | Artem Lvov                    | 381,15 | Dmytro Mezhenskyy           | 349,80 |
| trampolino 3 m                 | Dmytro Mezhenskyy                 | 400,90 | Yuri Kunalov                  | 383,60 | Artem Lvov                  | 371,10 |
| piattaforma                    | Dmytro Mezhenskyy                 | 384,10 | Yuri Kunalov                  | 361,70 | Callum Johnstone            | 350,35 |
| Donne - categoria "A"          |                                   |        |                               |        |                             |        |
| trampolino 1 m                 | Olena Fedorova                    | 412,85 | Caroline Burger               | 382,95 | Kristina Ishchenko          | 372,25 |
| trampolino 3 m                 | Olena Fedorova                    | 486,70 | Kristina Ishchenko            | 456,65 | Yulia Ionova                | 453,15 |
| piattaforma                    | Glissa Bondarenko                 | 415,15 | Jeanette Faust                | 393,35 | Noemi Batki                 | 386,25 |
| sincro 3 m categorie "A" e "B" | Olena Fedorova Kristina Ishchenko | 297,78 | Noemi Batki Francesca Dallapé | 264,87 | Hayley Sage Louise van Hoof | 259,08 |
| Ragazze - categoria "B"        |                                   |        |                               |        |                             |        |
| trampolino 1 m                 | Mariya Voloshchenko               | 331,50 | Jodie McGroarty               | 323,70 | Alevtyna Korolyova          | 321,15 |
| trampolino 3 m                 | Mariya Voloshchenko               | 374,55 | Anastasiya Archakova          | 359,10 | Michela Fossati             | 355,40 |
| piattaforma                    | Mariya Voloshchenko               | 360,25 | Anastasiya Archakova          | 333,00 | Nicole Catella              | 319,75 |

## Medagliere
- Nuoto

| Posizione | Paese         | Oro | Argento | Bronzo | Totale |
| --------- | ------------- | --- | ------- | ------ | ------ |
| 1         | Russia        | 7   | 11      | 6      | 24     |
| 2         | Germania      | 7   | 8       | 5      | 20     |
| 3         | Italia        | 4   | 6       | 2      | 12     |
| 4         | Gran Bretagna | 3   | 2       | 6      | 11     |
| 5         | Spagna        | 3   | 2       | 0      | 5      |
| 6         | Slovenia      | 3   | 1       | 1      | 5      |
| 7         | Polonia       | 3   | 0       | 2      | 5      |
| 8         | Ungheria      | 2   | 4       | 3      | 9      |
| 9         | Paesi Bassi   | 2   | 1       | 2      | 5      |
| 10        | Grecia        | 1   | 2       | 1      | 4      |
| 11=       | Croazia       | 1   | 0       | 1      | 2      |
| 11=       | Austria       | 1   | 0       | 1      | 2      |
| 13        | Ucraina       | 1   | 0       | 0      | 1      |
| 14        | Francia       | 0   | 2       | 0      | 2      |
| 15        | Slovacchia    | 0   | 1       | 1      | 2      |
| 16=       | Svezia        | 0   | 0       | 1      | 1      |
| 16=       | Romania       | 0   | 0       | 1      | 1      |
| 16=       | Estonia       | 0   | 0       | 1      | 1      |
| 16=       | Danimarca     | 0   | 0       | 1      | 1      |
| 16=       | Portogallo    | 0   | 0       | 1      | 1      |
| 16=       | Finlandia     | 0   | 0       | 1      | 1      |
| totale    |               | 38  | 40      | 37     | 115    |

- Tuffi

| Posizione | Paese         | Oro | Argento | Bronzo | Totale |
| --------- | ------------- | --- | ------- | ------ | ------ |
| 1         | Ucraina       | 11  | 3       | 4      | 18     |
| 2         | Russia        | 2   | 5       | 3      | 10     |
| 3         | Grecia        | 1   | 0       | 0      | 1      |
| 4         | Italia        | 0   | 2       | 4      | 6      |
| 5         | Germania      | 0   | 2       | 0      | 2      |
| 6         | Gran Bretagna | 0   | 1       | 2      | 3      |
| 7         | Bielorussia   | 0   | 1       | 1      | 2      |
| totale    |               | 14  | 14      | 14     | 42     |